# Guy's, Kings and St. Thomas' Rugby Football Club
Guy's, Kings and St. Thomas' Rugby Football Club est une équipe de rugby à XV formée avec la fusion de trois anciens clubs distincts de rugby chacun avec une grande histoire, tous les trois ayant été créés au dix-neuvième siècle. Les équipes issues des clubs des hôpitaux de Guy's Hospital et de St Thomas' Hospital sont les premières à fusionner à la suite de la réunion de leurs départements médicaux. Quand le King's College Hospital se joint à eux en 1999 le King's College Hospital Rugby Football Club choisit de se séparer mais il ne représente plus le club de l'hôpital. Le club est donc un des clubs fondateurs de la Rugby Football Union par l'intermédiaire du Guy's Hospital Football Club, et à travers le parcours de ses trois géniteurs, il a formé de nombreux joueurs internationaux.

## Joueurs internationaux
Suivant la source:

### Guy's Hospital Rugby Football Club
- W W Pinching (1872)
- A W Pearson (1875-1878)
- A M Jackson (1875-1881)
- L Stokes (1878-1880)
- A S Taylor (1883-1886)
- H L Evans (1885)
- Martyn Jordan (1885-1889)
- F O Stoker (1886-1891)
- William Grant Mitchell (1890-1893)
- A Allport (1892-1894)
- M W Dudgeon (1897-1899)
- Teddy Morgan (1902-1908)
- G Brigstocke (1903-1913)
- A J Alcock (1906)
- H Lee (1907)
- Jack Jones (1908-1921)
- H A Archer (1909)
- G R Hind (1910-1911)
- S S L Steyn (1911-1912)
- J A Krige (1920)
- H Millet (1920)
- W D Doherty (1920-1921)
- H Graham-Davis (1921-1925)
- R F H Duncan (1922)
- P K Albertijn (1924)
- W M Lewis (1926-1928)
- W G Morgan (1927-1930)
- R C S Dick (1934-1938)
- E S Nicholson (1935-1936)
- L Babrow (1937)
- J H Keeling (1948)
- J K C Matthews (1949-1952)
- N A Labuschagne (1953-1955)
- W T Treadwell (1966)
- M J Novak (1970)

#### Guy's
- Herbert Archer (1908 Aus/Nz)
- Alan Ayre-Smith (1899 Aus/Nz)
- Edward Harrison (1903 SA)
- Guy Hind (1903 SA)
- Tuan Jones (1908 Aus/Nz)
- Pat McEvedy (1904 and 1908 Aus/Nz)
- Arthur O'Brien (1904 Aus/Nz)
- Stuart Saunders (1904 Aus/Nz)
- David Trail (1904 Aus/Nz)

### St.Thomas's Hospital Rugby Football Club
- J H Dewhurst (1887-1890)
- F W J Goodhue (1890-1892)
- Edward Bromet (1891)
- Arthur Rotherham (1898-1899)  (1891)[2]
- A E Elliot (1894)
- W Ashford (1897-1898)
- R O Murray (1935)
- D A MacSweeney (1955)
- N Silk (1965)
- A Boyle (1966-1968)
- M A Smith (1970)

### King's College Hospital Rugby Football Club - pre-1999
- W. J. Penny (1878)
- Ronald Cove-Smith
- D J Macmyn
- W R F Collis

#### King's
- Ron Cove-Smith
- D J Macmyn